# Silvio Pedroni
Silvio Pedroni (Castelverde, Província de Cremona, 25 de gener de 1918 - Cremona, 13 de juny de 2003) va ser un ciclista italià, que fou professional entre 1948 i 1956. Com a ciclista amateur va guanyar una medalla de plata Campionat del món en ruta i va prendre part en els Jocs Olímpics d'Estiu de 1948.

## Palmarès
- 1939
  - 1r a l'Astico-Brenta
- 1947
  - 1r a la Milà-Tortona

### Resultats al Giro d'Itàlia
- 1949. 10è de la classificació general
- 1950. 7è de la classificació general
- 1951. 28è de la classificació general
- 1953. 21è de la classificació general
- 1954. 37è de la classificació general
- 1955. 21è de la classificació general

### Resultats al Tour de França
- 1949. Abandona (16a etapa)
- 1950. Abandona (12a etapa)
- 1951. Abandona (13a etapa)

### Resultats a la Volta a Espanya
- 1955. 29è de la classificació general